# Stadtbad Steglitz
Das Stadtbad Steglitz, im Berliner Ortsteil Steglitz gelegen, ist ein Kulturdenkmal. Die öffentliche Badeanlage an der Berg- /Ecke  Körnerstraße entstand zu Beginn des 20. Jahrhunderts, schloss jedoch im Jahr 2002 und seitdem fand kein Schwimmbetrieb mehr statt. Ab dem Jahr 2021 sollte eine Wiederbelebung erfolgen, weshalb Ende Oktober 2020 ein Interessenbekundungsverfahren öffentlich ausgeschrieben wurde, um Ideen und Konzepte für die neue Nutzung zu erhalten.

## Geschichte
Im beginnenden 20. Jahrhundert war die Landgemeinde Steglitz ein Berliner Vorort, in den in rascher Folge immer mehr Personen zogen. Die Gemeindeverwaltung veranlasste die Errichtung eines repräsentativen Hallenbades mit Schwimm- und Bademöglichkeiten für alle seine Bewohner, denn in den wenigsten Wohnungen gab es Badewannen oder Duschen. Die Architekten Richard Blunck und Ferdinand Münzenberger lieferten Pläne für eine bauliche Kombination aus einem Kircheninneren und an römische Thermen erinnerndes Bauwerk, im Historismus- und Jugendstil.
Im Jahr 1906 konnte bereits das römisch-russische Dampfbad in Betrieb gehen, ab 1908 wurde dann der Schwimm- und Badebereich fertiggestellt und feierlich eingeweiht. Zur Eröffnung am 8. Juli wurde dieser Bereich als „Preußens modernste und größte Heil- und Bäderabteilung“ beworben.
Auf einem Teil des Grundstücks war ein beeindruckendes Stadtbad in Form einer Basilika entstanden. Während des Ersten Weltkriegs war der Badebetrieb unterbrochen und die Gemeinde nutzte die Räume des Hauses als Lebensmitteldepot.
In den Jahren 1928–1931 ließ die Bezirksverwaltung auf dem vorderen Teil des Grundstücks entlang der Bergstraße ein viergeschossiges Gebäude nach Entwürfen von Fritz Freymüller hinzubauen. In diesem Haus wurden die Bäderverwaltung, ein Friseur und in den oberen Etagen Wohnungen untergebracht. Die ursprünglich vorgesehene Erweiterung mit einer zweiten Schwimmhalle nur für Frauen wurde nicht mehr realisiert.
Während des Zweiten Weltkriegs blieb die Schwimmhalle noch bis zum Winter 1940 geöffnet, dann musste sie wegen Kohlemangel und damit fehlender Heizungsmöglichkeit schließen, es entstanden in der Folge durch Kriegseinwirkungen und durch Vandalismus Schäden. Erst im Jahr 1949 waren die gröbsten Schäden beseitigt und das Stadtbad lud wieder zur Nutzung ein.
In den Jahren 1971–1979 veranlasste das Bezirksamt eine Generalinstandsetzung und 1988 konnte auch das Hallengewölbe über dem Schwimmbecken saniert werden.
Seit dem Jahr 1982 steht der Schwimmhallenkomplex unter Denkmalschutz.
2002 musste das nun zuständige Bezirksamt Steglitz-Zehlendorf die kommunale Einrichtung schließen, weil Unterhalt und Betrieb nicht mehr kostendeckend möglich waren. Der Bau fiel in die Zuständigkeit der Gesellschaft BIM, die ihn im Jahr 2004 an die Sportlehrerin Gabriele Berger für einen symbolischen Euro verkaufte, verbunden mit der Auflage, den Baukomplex zu sanieren und bis 2015 als Schwimmbad wieder zu eröffnen.
Die Eigentümerin begann eine schrittweise intensive Nutzung: ein Café wurde eröffnet, im wasserlosen Schwimmbecken wurden Sitzgelegenheiten installiert, die Umkleidekabinen dienten vor ihrem Abriss als kleine Ausstellungsräume, in denen beispielsweise im Jahr 2008 die 100-jährige Geschichte des Stadtbads in Schautafeln präsentiert wurde. Die Barfußbereiche des Beckenzugangs dienten als Bühne. Zum Schutz der Besucher erhielt der Beckenrand bis auf die Zugangstreppe ein metallenes Doppelgitter. Es fanden Lesungen, Theater- und sogar Opernaufführungen statt. Über eigens veranstaltete Flohmärkte und sogar über die Vergabe von Fliesenpatenschaften kam etwas Geld herein, die Einnahmen reichten jedoch bei weitem nicht. So blieb die vereinbarte Sanierung aus, der Kaufvertrag wurde rückabgewickelt.
Aus den dargestellten Gründen fiel der gesamte Schwimmhallenkomplex nach Ablauf der vertraglichen Frist, im Jahr 2016, wieder an die Stadt Berlin zurück. Gelegentlich konnten Filmaufnahmen oder Fotoshootings dort stattfinden, ansonsten steht das Bad bis heute (Stand: 2025) leer und der Zerfall setzt sich fort.
In den Jahren 2017/2018 hatten sich Studenten der Beuth Hochschule für Technik Berlin das Gebäude angesehen und unter Leitung von Mara Pinardi, Professorin für Denkmalpflege und Bauen an der Hochschule, eigene Nutzungsvorschläge erstellt. Die Ideen gingen in zwei Richtungen und umfassten im Detail:
- Zum einen, mit Erhalt des Badbetriebs: 
ein Reha-Zentrum, eine Kurstätte mit Bad inklusive Ernährungsberatung, ein Kunsttherapiezentrum mit Schwimmtherapie, eine Senioren-Freizeitstätte und Veranstaltungen im Kesselhaus.
- Zum anderen, unter Wegfall des Badbetriebs: 
 Coworking-Spaces mit Spa- oder Creative Playgrounds für Sport und Sauna, ein Freizeit- und Eventzentrum mit Klub im Kesselhaus, eine Musikschule, eine Volkshochschule, eine Bibliothek sowie ein Kunst- , Event- oder Kongresszentrum.[9]

Eine erkennbare Reaktion auf die studentischen Vorschläge ist bisher (Oktober 2020) nicht erfolgt.
Mitte Oktober 2020 trat die BIM nun mit dem Aufruf einer Interessenbekundung an die Öffentlichkeit: gesucht wird ein neuer Betreiber mit einem akzeptablen Nutzungskonzept. Bedingung ist jedoch, dass ein Kinder- und Jugendschwimmbereich vorzusehen ist. In dieser Verfahrensphase kann jeder Interessent, ob Privatperson, Verein oder ein bereits existierendes Unternehmen, seine Vorschläge einreichen.
Heutzutage ist das Gebäude ein sogenannter Lost Place und noch gut erhalten, da es schwer zugänglich ist und relativ unbekannt ist.

## Beschreibung

### Schwimmhalle
Das Zentrum der Schwimmhalle bildet(e) ein 21 Meter langes und rund neun Meter breites gefliestes Schwimmbecken mit einem sichtbar abgetrennten Nichtschwimmerbereich.
Der Schwimmer- und Sprungbereich, 2,80 Meter tief, ist nicht eckig, sondern an einer Seite gerundet. Er verfügte beidseitig über in das Wasser hineinragende senkrechte Metallleitern. Die Rundung um den tiefen Beckenbereich war mit einem Metallgitter gegen unbeabsichtigtes Hineinfallen oder Springen vom Beckenrand gesichert.
An jeder der Längsseiten des Beckens und an der Seite des Nichtschwimmerbereiches gibt es tragende Säulen, die aus Stahlbeton geformt sind und mit Putz verkleidet waren. Gleich hinter den Längsseiten-Säulen, in den Seitenschiffen des Gebäudes, befanden sich nach oben offene Einzelkabinen zum Umkleiden, mindestens zwölf Kabinen auf jeder Seite. Sie waren außen mit weißen glatten Kacheln verkleidet und konnten damit leicht gereinigt werden.
Die Abstände der Säulen zueinander betragen rund fünf Meter. Der Barfußbereich um das Schwimmbecken herum ist mit geriffelten rechteckigen weißen und dunkelgrauen Fliesen im lockeren Schachbrett-Design gestaltet.
Hinter und über der Beckenrundung bildet eine Halbrund-Apsis mit aus Putz geformten zur Kuppelrundung aufstrebenden flachen Pfeilern ein Ende der Halle. Zwischen den so entstandenen Flächen ist je ein Rundfenster mit Klarglas eingefügt, in der Mitte gab es jedoch eine bogenförmige Nische, wo sich ein Sprungbereich befand.
Die Apsis ist von außen deutlich vom sonstigen Gebäude abgesetzt, als Halbkuppel gestaltet und mit Kupferplatten gedeckt. Teile des Gebäudes bestehen aus unverputztem Backsteinmauerwerk, einige Fassadenflächen sind auch verputzt. Der deutlich im Jugendstil gestaltete Haupteingang trägt oberhalb des Portalbogens in weißen Putzspiegeln die Inschrift „Stadtbad“, darüber einen im Wasser planschender Berliner Bär als Relief. Vor dem Portal gibt es einen wie ein Erker ausgearbeiteten Windfangbereich. Innen schloss sich ein separates hölzernes und gläsernes Kassenhäuschen an.
Über den Umkleidekabinen im Erdgeschoss hat der Architekt je eine Empore vorgesehen, deren Balustrade aus ornamentiertem Gusseisen besteht. Der Zugang erfolgt von der Nichtschwimmerseite der Halle über je eine geschwungene freie stehende Metalltreppe, deren Geländer ebenfalls mit Gusseisenornamenten geschmückt sind.
Die Felder der Balustraden bestehen aus fünf waagerecht parallel angeordneten Stangen, die – bis auf die obere und untere Reihe – eine leichte Wellenform haben. Zwischen den übrigen drei Querreihen sind symbolische Meeresbewohner wie Fische und Muscheln locker zwischengesetzt. Die Balustradenfelder vor den Säulen sind baulich deutlich abgesetzt und tragen mittig einen stilisierten Tintenfisch.
Die kleinen Kacheln am Boden und den Wänden des Beckens sind türkisfarben gehalten. Den gleichen Farbton zeigen die Balustraden der Empore und die Treppengeländer.
Auf den freistehenden Säulen liegen dann die Baulasten ab der dritten Etage auf. Jeweils zwischen den Säulenbereichen gibt es ein breites dreigeteiltes Halbrundfenster, alle zusammen lassen viel Tageslicht in die Halle. Die Konstruktion des Gebäudes ist dem Kirchenbau entlehnt. Selbst der Abschluss über dem Schwimmbecken bildet ein eher sakral anmutendes Tonnengewölbe.
Zur damaligen Zeit war es üblich, dass Frauen und Männer nicht zugleich ein Schwimmbecken nutzen durften. In Steglitz galten daher getrennte Zugangszeiten, in anderen kommunalen Schwimmbädern gab es jeweils von vornherein baulich getrennte Frauen- und Männerschwimmbecken.

### Saunabereich
Die Sauna befand sich im Erdgeschoss des Gebäudes. Neben dem direkten Saunaraum gab es ein Abkühlbecken, ebenfalls mit Säulen umgeben, die aus Granit geformt sind. Die Säulenkapitelle zeigen kupferne Seepferdchen und Jakobsmuscheln. In einer Ecke über diesem Becken ziert ein Krake als Mosaik gestaltet, die Decke. Als großes Wandbild ist über der Längsseite des flachen Beckens ein Mosaik in Form einer halbrunden Ikone mit der Darstellung einer lebensgroßen Heiligen angebracht. Die Wände wurden mit beigefarbenen und grünen Glaskacheln geschmückt.

### Nebenräume
Im ersten Obergeschoss gab es hinter den Galeriezugängen, wo sich einfache Kleiderspinde befanden, einige abgetrennte Räume. Insbesondere waren das Wannenbäder für Frauen und für Männer, Massagebänke und Therapiekabinen. Der flurartige Zugangsbereich zu den Baderäumen wird von einer flachen Tonnengewölbe-Decke mit im Zentrum des Bogens eingearbeiteten Glasflächen gebildet. Die Wände sind mit kleinteiligen weißen Fliesen versehen. Später kamen ein Ballettsaal mit einer Spiegelwand und ein kleines Fitnesscenter hinzu.
Im Keller waren außer der Sauna die Wasseraufbereitungs- und Umwälzanlage sowie eine Heizung installiert.

## Planungen ab 2021
Das Interessenbekundungsverfahren endete am 18. Dezember 2020. Dann sollte die BIM Gutachten in Auftrag geben, die die Schadstoffbelastung, die Statik und auch die Frage, ob alle Teile des Schwimmbades oder nur einzelne Bereich unter den Denkmalschutz fallen, prüfen und dokumentieren sollen.
Die von den Studenten der Beuth-Hochschule 2018 ausgearbeiteten Konzepte werden in dem nun beginnenden Verfahren Berücksichtigung finden.
Ab Januar 2021 sollte ein Gremium einberufen werden, bestehend aus Vertretern der Senatsverwaltung für Kultur, des Bezirksamtes, einiger Bürger und gegebenenfalls noch weiteren Personen. Das bewertet die eingereichten Konzepte, auch unter Berücksichtigung der Ergebnisse der Gutachten und gibt Empfehlungen ab.
Der bisher nur grob abgeschätzte reine Sanierungsbedarf des Hallenkomplexes liegt bei mindestens 550.000 Euro, hinzu kommen Kosten für bauliche Veränderungen, die von den Gutachten und den Konzepten abhängig sind. Ein eventueller Investor kann in jedem Fall mit finanziellen Zuschüssen vom Land, dem Bund oder sogar der Europäischen Union rechnen.
Der ersten Phase folgt dann ein Konzeptverfahren, in dem die Interessenten ein detailliertes Nutzungskonzept und die vorgesehene Finanzierung aufzeigen müssen. Mit dem Gewinner des Interessenbekundungsverfahrens will die BIM einen Vertrag zur Bewirtschaftung der Schwimmhalle und einen Erbbauvertrag abschließen. Eine Terminierung ist derzeit (Ende Oktober 2020) noch nicht möglich.